# Borrsjön, Halland
Borrsjön eller Knobesholmssjön är en sjö vid Knobesholm i Falkenbergs kommun i Halland och ingår i Suseåns huvudavrinningsområde. Sjön har en area på 0,451 kvadratkilometer och ligger 56 meter över havet. Sjön avvattnas av vattendraget Hovgårdsån. Vid provfiske har abborre, gädda, mört och sarv fångats i sjön.

## Delavrinningsområde
Borrsjön ingår i det delavrinningsområde (630976-131617) som SMHI kallar för Vid Q i Län punkt. Medelhöjden är 106 meter över havet och ytan är 32,58 kvadratkilometer. Det finns inga avrinningsområden uppströms utan avrinningsområdet är högsta punkten. Hovgårdsån som avvattnar avrinningsområdet har biflödesordning 3, vilket innebär att vattnet flödar genom totalt 3 vattendrag innan det når havet efter 31 kilometer. Avrinningsområdet består mestadels av skog (84 procent). Avrinningsområdet har 0,72 kvadratkilometer vattenytor vilket ger det en sjöprocent på 2,2 procent.